# Plains (álbum)
Plains é o décimo álbum do pianista americano George Winston. Foi lançado em 1999. Chegou à 76ª colocação na parada The Billboard 200 e também alcançou a primeira colocação na Top New Age Albums, além da nona colocação no Top Internet Albums. De acordo com George, "este álbum é inspirado pelas planícies e seu povo. As quatro estações ali têm sempre sido minha fonte mais profunda de inspiração." 

## Faixas
| N.º | Título | Música                                | Duração |  |
| 1.  | "Dubuque"                                                                                                 | Música tradicional                    | 2:27    |  |
| 2.  | "Before Barbed Wire" (Antes do Arame Farpado)                                                             | Philip Aaberg                         | 4:19    |  |
| 3.  | "Frangenti"                                                                                               | Massimo Gatti                         | 3:51    |  |
| 4.  | "Give Me Your Hand/La Valse Pour Les Petites Jeunes Filles" (Me dê Sua Mão/A Valsa Pelos Pequenos Jovens) | Música tradicional                    | 2:41    |  |
| 5.  | "No Ke Ano Ahiahi (In the Evening Time)" (À noite)                                                        | Música tradicional havaiana           | 5:12    |  |
| 6.  | "Graduation" (Graduação)                                                                                  | George Winston                        | 1:47    |  |
| 7.  | "Teach Me Tonight" (Me Ensine Hoje á Noite)                                                               | Gene de Paul & Sammy Cahn             | 4:13    |  |
| 8.  | "Rainsong"                                                                                                | George Winston                        | 4:41    |  |
| 9.  | "Merry Go Round" (Carrossel)                                                                              | Música tradicional                    | 3:23    |  |
| 10. | "The Dance" (A Dança)                                                                                     | Tony Arata                            | 3:23    |  |
| 11. | "Cloudburst" (Tempestade)                                                                                 | George Winston                        | 3:10    |  |
| 12. | "The Swan" (O Cisne)                                                                                      | Angelo Badalamenti                    | 6:14    |  |
| 13. | "'Ike Ia Ladana (Queen's Jubilee)" (Jubileu da Rainha)                                                    | Rainha Lili'uokalani                  | 6:39    |  |
| 14. | "Plains (Eastern Montana Blues)" (Planícies (Blues do Leste de Montana))                                  | George Winston                        | 3:49    |  |
| 15. | "Angel" (Anjo)                                                                                            | Sarah McLachlan                       | 6:33    |  |
| 16. | "Waltz for the Lonely" (Valsa para os Solitários)                                                         | Chet Atkins, Charles Randolph Goodrum | 3:17    |  |
| 17. | "Sase" | Joseph Kokolia                        | 2:10    |  |
| 18. | "Muliwai"                                                                                                 | Charles Pokipala                      | 2:41    |  |